# Isola Birkenhauer
L'isola Birkenhauer (in inglese Birkenhauer Island) è una piccola isola antartica facente parte dell'arcipelago Windmill.
Localizzata ad una latitudine di 66° 29' sud e ad una longitudine di 110°37' est l'isola è quasi completamente libera dai ghiacci e si trova poco più a sud dell'isola Boffa. La zona è stata mappata per la prima volta mediante ricognizione aerea durante l'operazione Highjump e l'operazione Windmill, negli anni 1947-1948. È stata intitolata dalla US-ACAN al reverendo Henry F. Birkenhauer, sismologo e membro del team della stazione Wilkes del 1958.